# Luka Omoto
Luka Omoto  (* 7. Juni 1973 in Rio de Janeiro) ist eine deutsche Schauspielerin mit japanischen und brasilianischen Wurzeln.

## Leben und Karriere
Omoto stand mit 15 Jahren zum ersten Mal in Rio de Janeiro auf der Bühne. Mit 17 spielte sie die 'Genossin Chin' neben Raul Cortez in dem Stück M. Butterfly am Teatro de Arena. Im gleichen Jahr wanderte sie nach Berlin aus und begann dort eine klassische Ballettausbildung an der Staatlichen Ballettschule Berlin. 2013 nahm sie die deutsche Staatsangehörigkeit an.
Seit 1999 wirkte sie in Brasilien und im deutschsprachigen Raum in mehr als 30 Film- und Fernsehproduktionen mit. Im Jahr 2002 spielte sie die Hauptrolle Shula in dem Fernsehfilm „Liebe in letzter Minute“ neben Tim Bergmann. Im Jahr darauf stand sie vor der Kamera neben Josef Hader, Simon Schwarz, Joachim Król und Jürgen Tarrach in Wolfgang Murnbergers schwarzer Komödie Silentium, die den österreichischen Filmpreis 2005 gewann.
In Brasilien verkörperte Luka Omoto in der HBO-Serie Alice die Rolle Dani unter Regie von Karim Aïnouz in neun Episoden. 2016 wirkte sie in dem BR-Tatort „Die Wahrheit“ in der Hauptrolle Ayumi mit.
Omoto lebt mit ihren zwei Söhnen in Deutschland.

## Filmografie
- 1999: Balko
- 2000: Kranke Schwestern
- 2000: St. Angela: Das schöne Biest
- 2001: Mortal Beauty: Fluch der Schönheit
- 2001: Rosa Roth: Geschlossene Gesellschaft
- 2002: Liebe in letzter Minute
- 2004: Mai-Ling aus Beijing
- 2004: Silentium
- 2004: Mädchen über Bord
- 2004: Eine Frau startet durch
- 2005: Die schwarze Kolonne
- 2005: Alles außer Sex: Der Morgen danach
- 2005: Ausgerechnet Weihnachten
- 2006: Stubbe – Von Fall zu Fall: Schwarze Tulpen
- 2006: Arena: Homesoccer
- 2006: Peer Gynt
- 2006: Die Zeit, die man Leben nennt
- 2007: Alice (Fernsehserie, acht Folgen)
- 2012: Galáxias
- 2012: SOKO Leipzig: Der Tod eines Lehrers
- 2013: Unter Feinden
- 2013: Dystopia (Kurzfilm)
- 2013: Siebenstein: Die Zahnfee
- 2014: Tantalum
- 2016: Vor der Morgenröte
- 2016: Tatort: Die Wahrheit
- 2017: Tatort: Der Tod ist unser ganzes Leben
- 2020: Polizeiruf 110: Der Verurteilte
- 2021: Retter der Meere: Tödliche Strandung
- 2022: Malibu – Camping für Anfänger
- 2023: Die Rosenheim-Cops: Schretzmayer is back

## Theater
- 1990: M. Butterfly
- 2011: 11Dock11 – Reflexion und Spekulation
- 2014: Projekt Schrill – Kapital Migration